# Ягуб Мамедов
Я́губ чи Я́куб Джава́д-огли́ Маме́дов (азерб. Yaqub Məmmədov; нар. 3 березня 1941 року, село Алі-Ісмаілли Кедабекського району, Азербайджанська РСР) — азербайджанський вчений і політичний діяч, виконувач обов'язків президента Азербайджану у 1992 році, нині в опозиції.

## Наукова кар'єра
Якуб Мамедов закінчив факультет педіатрії Азербайджанського медичного університету (АМІ) з 1966 року й викладав патофізіологію у цьому ж університеті. За цей час він опублікував 370 наукових робіт, присвячених в основному проблемам лімфології.

## Політична кар'єра
У розпал політичного хаосу в Азербайджані після відновлення незалежності, ускладненого воєнними діями в зоні вірмено-азербайджанського Карабаського конфлікту Ягуб Мамедов, що займав на цей момент посаду ректора Азербайджанського медичного університету, був обраний спікером Національних зборів Азербайджану 5 березня 1992 року за підсумками голосування на позачерговій сесії парламенту замість Ельміри Кафарової, яка подала у відставку. Наступного дня президент Аяз Муталібов був змушений залишити свій пост. Відповідно до Конституції в.о. президента до наступних президентських виборів став спікер Ягуб Мамедов. Перебуваючи на цій посаді, Мамедов 7 травня зустрівся у Тегерані з президентом Вірменії Левоном Тер-Петросяном для підписання угоди про припинення вогню й початок перемовин за посередництва Ірану. Однак угоду було порушено наступного ж дня, коли вірменські сили захопили Шушу. У своїх інтерв'ю Мамедов завжди відмовлявся брати на себе відповідальність за втрату Шуші.
14 травня 1992 року колишній президент Аяз Муталібов повернувся до влади після того, як парламент зняв з нього відповідальність за політичну недалекоглядність, що призвела до різні у Ходжали. Однак наступного ж дня його було скинуто в результаті підбуреного Народним фронтом Азербайджану заколоту. 18 травня Муталібов вдруге подав у відставку, а Якуб Мамедов поступився постом спікера обраному на його місце Ісі Гамбару. Мамедов висунув свою кандидатуру на президентських виборах 1992 року, але не зміг набрати понад 5% голосів.